# Willa Holland
Willa Joanna Chance Holland (Los Angeles, 18 de Junho de 1991) é uma atriz e modelo estadunidense. Seus principais trabalhos como atriz foram no seriado The O.C., em que interpretou Kaitlin Cooper na segunda fase, irmã mais nova de Marissa Cooper e no seriado Arrow, como Thea Queen, que também é a vigilante Speedy e irmã do protagonista, Oliver Queen.

## Biografia
Willa é filha da atriz Darnell Gregorio-De Palma e do cinematógrafo Keith Holland. Passou grande parte de sua infância em Chelsea, Londres. Willa freqüentou a Paul Reverew Middle School, dividindo o seu tempo entre as gravações de The O.C. e seus estudos. Tem uma irmã mais velha, Joanna e um mais novo, Adam Chase De Palma. Também tem uma meia irmã, Lolita De Palma, fruto do casamento entre Gail Anne e De Palma.
Willa também trabalha como modelo, tendo sido contratada pela Ford Models com apenas 7 anos de idade, participando da campanha para a grife Burberry, de Londres. Mais tarde, ela também trabalhou em campanha para a Macy's e foi garota da capa de revistas de moda, como a Teen Vogue e CosmoGirl.
Em The O.C., Willa interpretou a segunda fase de Kaitlin Cooper, a irmã mais nova de Marissa Cooper, que aparece pela primeira vez na terceira temporada e se torna atriz fixa da série na última temporada. Sem nunca ter tocado piano, Willa aprendeu uma difícil peça de Chopin para o filme Genova.
A atriz também fez algumas participações em diversos seriados, inclusive em Gossip Girl, como Agnes Andrews.
Em outubro de 2010 foi escalada para a adaptação para o cinema da obra literária de Judy Blume, Tiger Eyes. Ela interpretou a personagem central, Davey, que no filme é filha de Gwen Wexler, interpretada pela atriz e cantora Amy Jo Johnson. O filme foi rodado no Novo México e lançado em meio a críticas positivas em junho de 2013.
De 2012 até 2019, integrou o elenco principal da série Arrow, no papel de Thea Queen, irmã de Oliver Queen, o famoso Arqueiro Verde.

## Filmografia

### Cinema

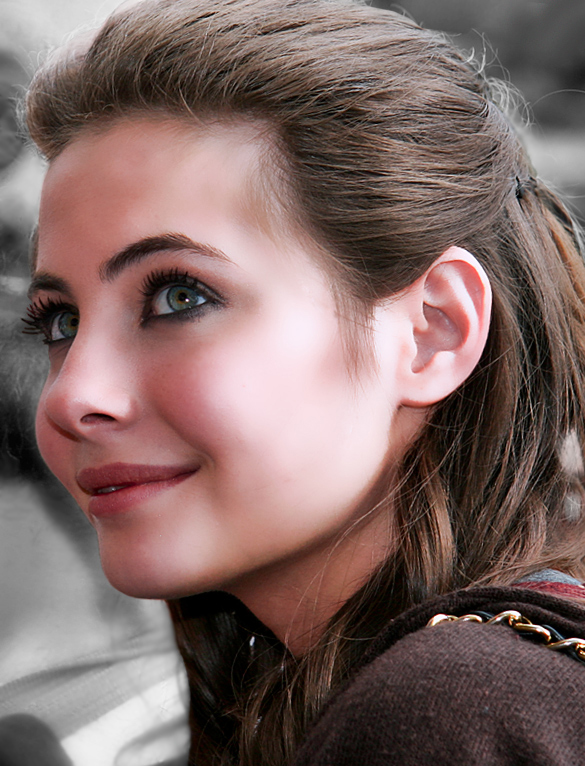
Willa Holland no Festival Internacional de Cinema de Toronto em 2008

| Ano  | Título                          | Papel                  | Notas        |
| ---- | ------------------------------- | ---------------------- | ------------ |
| 2001 | Ordinary Madness                | Jovem Faye             |              |
| 2008 | Garden Party                    | April                  |              |
| 2008 | Middle of Nowhere               | Taylor Elizabeth Berry |              |
| 2008 | Genova                          | Kelly                  |              |
| 2010 | Legião                          | Audrey Anderson        |              |
| 2010 | Chasing 3000                    | Jamie                  |              |
| 2010 | Humanity's Last Line of Defense | Ela mesma              | Documentário |
| 2011 | Straw Dogs                      | Janice Hedden          |              |
| 2012 | Tiger Eyes                      | Davey Wexler           |              |
| 2016 | Blood in the Water              | Veronica               |              |

### Televisão
| Ano       | Título       | Papel             | Notas        |
| --------- | ------------ | ----------------- | ------------ |
| 2005      | The Comeback | Kalla             | 1 episódio   |
| 2006-2007 | The O.C.     | Kaitlin Cooper    | 22 episódios |
| 2008-2012 | Gossip Girl  | Agnes Andrews     | 5 episódios  |
| 2012-2019 | Arrow        | Thea Queen/Speedy | Regular      |
| 2015-2016 | The Flash    | Thea Queen/Speedy | 2 episódios  |